# Lingua cubeo

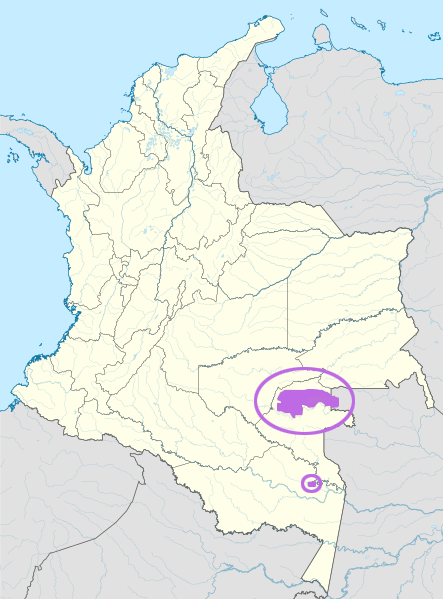
Lingua cubeo.

La lingua Cubeo (Cuveo o Acubeo) è la lingua parlata dal popolo Cubeo nel dipartimento di Vaupés, è una lingua tucano, parlata in Colombia, Brasile e Venezuela.  La lingua Cubeo ha preso in prestito un certo numero di parole dalle lingue nadahup, e la sua grammatica è stata apparentemente influenzata dalle lingue Arawak. La lingua è stata variamente descritta come avente un ordine delle parole soggetto-oggetto-verbo o oggetto-verbo-soggetto, quest'ultimo piuttosto raro.